# Heinrich Anton Hoffmann
Johann Heinrich Anton Hoffmann (* 24. Juni 1770 in Mainz; † 19. Januar 1842 in Frankfurt am Main) war ein deutscher Violinist und Komponist.

## Leben und Werk
Der einer Hofratsfamilie entstammende Heinrich Anton Hoffmann absolvierte zuerst in Mainz das Gymnasium und studierte dann an der dortigen Universität Rechte und Philosophie. Zusammen mit seinem um ein Jahr älteren Bruder Philipp Carl Hoffmann hatte er durch seinen Vater Heinrich Karl Anton Hoffmann und einen unbekannten Hauslehrer auch früh Musikunterricht erhalten, den der Hofkonzertmeister Georg Anton Kreußer vollendete. Als sein Vater 1789 plötzlich starb, beschloss Hoffmann, durch die Ausübung des Berufs eines Violinisten, den er bereits gut beherrschte, sein finanzielles Auskommen zu finden. So verdingte er sich spätestens 1790 als Volontärgeiger in der Hofkapelle des Mainzer Kurfürsten Friedrich Karl Joseph von Erthal und wurde 1791 in dieser Kapelle Hofmusiker. Bereits im Oktober 1790 hatte er bei der Krönung Leopolds II. zum Kaiser die Bekanntschaft  Mozarts gemacht, der zu diesem Ereignis nach Frankfurt am Main gereist war. Mozart schätzte Hoffmanns musikalisches Können so hoch ein, dass er gemeinsam mit ihm musizierte.
Drei Jahre nach Ausbruch der Französischen Revolution fiel Mainz 1792 in die Hände französischer Streitkräfte, vor denen der Mainzer Kurfürst floh und seine Residenz nun im Schloss Johannisburg in Aschaffenburg aufschlug. An den derart verlegten kurfürstlichen Hof begab sich auch Hoffmann. 1799 wandte er sich jedoch nach Frankfurt am Main und nahm beim dortigen Theaterorchester eine Violinistenstelle an. 1801 wurde er Korrepetitor dieses Orchesters und avancierte zwei Jahre später zu dessen Erster Geiger. Daneben absolvierte er damals auch häufig erfolgreiche Auftritte als Solist. 1811 erfolgte seine Beförderung zum Konzertmeister des Frankfurter Theaterorchesters. 1812 ging er eine Ehe mit Friederike Stock ein, die Tochter eines Frankfurter Senators war. 1817 wurde er Vizemusikdirektor und zwei Jahre später nach dem Abgang von Louis Spohr Musikdirektor und Vorstandsmitglied des Städtischen Theaters. Als 1821 Carl Wilhelm Ferdinand Guhr zum Kapellmeister berufen wurde, behielt Hoffmann seine Stellung als Vizemusikdirektor und Erster Geiger.  1835 ließ er sich pensionieren und starb Anfang 1842 im Alter von 71 Jahren.
Hoffmann trat auch als Komponist hervor. In seinen ersten Musikwerken stand er in der Tradition der frühen Wiener Klassik, war aber ab 1800 immer mehr von einer französischen Geigerschule im Stile beispielsweise Pierre Rodes beeinflusst. Er komponierte Streichquartette, Violinkonzerte, Konzertante für zwei Violinen, Duette für Violine und Violoncello sowie Lieder, u. a. einen Lobgesang auf die Retter Deutschlands (1814).